# Сеут I
Сеут I (старогрчки: Σεύθης, Seuthes; владао 424 — 407/05. п. н. е.) је био „одришки краљ као и краљ остале Тракије“, син Спарадаков, нећак Ситалкин, којег је пратио у походу на Македонију крајем 429. п. н. е. Приликом вођења преговора са Перидоком, македонским краљем, овај га је успео придобити себи, обећавши му руку своје сестре Стратонике, што је подстакло Сеута да наговори Ситалка да се повуку назад у Тракију. Пердика је заузврат за та то одржао своју реч, давши му сестру за супругу. Након погибије Ситалкине у боју са Трибалима 424. п. н. е., Сеут је постао „одришки краљ као и краљ остале Тракије, којом је владао Ситалк“. За његова владања, како Тукидид преноси, порез је знатно подигнут. Вредност коју је примао била је око 400 талената у сребру и злату,...
| „ | ... а томе треба додати, у истој тој вредности, и поклоне у злату и сребру као и извезене или глатке тканине и остало покућство донесено не само краљу него и члановима краљевске куће као и осталим угледним Одришанима. | ” |

Све то иде у прилог тврдњи др Драгослава Срејовића да је Одриско краљевство за време владавине Сеута I била најбогатија држава између Јадранског и Црног мора. Након смрти поменутог владара одриска држава се распала, поделивши се на три дела, чији краљеви су се по потреби ослањали час на Атину, а час на македонске краљеве.